# پلیس ملی پرو
پلیس ملی پرو (اسپانیایی: Policía Nacional del Perú‎) نیروی پلیس زیرمجموعه نیروهای مسلح پرو است، که در سال ۱۹۸۸ تأسیس شد.